# Vallée tunnel
Une vallée tunnel est une vallée profonde, étroite, avec un profil en U et que l'on trouve généralement comblée par des sédiments.
Lorsqu'un inlandsis ou une calotte glaciaire progresse en remontant une pente, l'eau liquide stockée dans la masse de glace ne peut s'écouler par gravité. Le réseau de moulins et de bédières va alors créer une pression hydrostatique suffisante pour que l'eau stockée se fraye un passage sous la glace pour ressortir à l'air libre. C'est durant ce trajet sous la glace que la circulation de l'eau sous pression va créer une vallée tunnel par érosion du substrat.
La direction des vallées tunnels permet de déterminer le sens d'écoulement de la glace.
On trouve beaucoup de ces vallées en Allemagne où elles ont été formées par l'inlandsis scandinave qui se dirigeait vers le sud et remontait la pente en direction des Alpes : ainsi, l’une d'elles a donné naissance au lac de Scharmützel, non loin de Berlin.

## Référence
- D.I. Benn, D.J.A. Evans, Glaciers & glaciation, 1998 (en anglais)  (ISBN 0-340-58431-9)